# Centralmassivet (musikalbum)
Centralmassivet är ett musikalbum av Joakim Thåström, utgivet den 29 september 2017.

## Låtlista
Text: J. Thåström, förutom spår 7: J. Thåström, Pugh Rogefeldt. Musik: J. Thåström och Niklas Hellberg.
1. "Bluesen i Malmö" (5.15)
2. "Körkarlen" (3.58)
3. "Centralmassivet" (5.06)
4. "Old Point Bar" (3.45)
5. "Låt det goda" (3.36)
6. "Aldrig av med varandra" (6.57)
7. "Som mästarna målat himlen" (5.12)
8. "Karaokebaren" (5.33)
9. "Natten för det här" (3.44)